# Arhitectura neoclasică

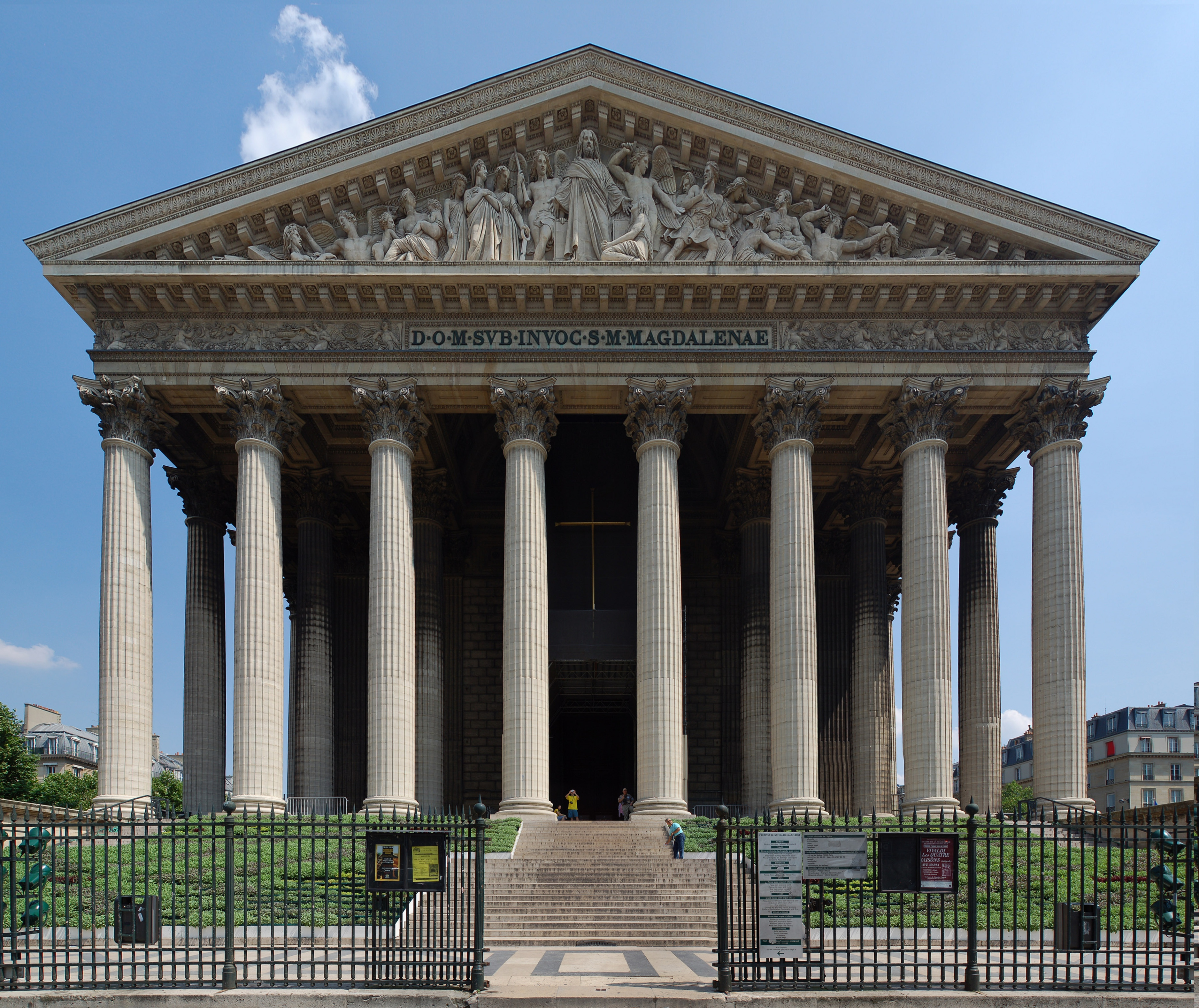
Biserica Madeleine din Paris

Arhitectura neoclasică s-a afirmat la mijlocul secolului al XVIII-lea, în contextul neoclasicismului, mișcarea care a promovat valorile estetice greco-romane.

## Galerie de imagini

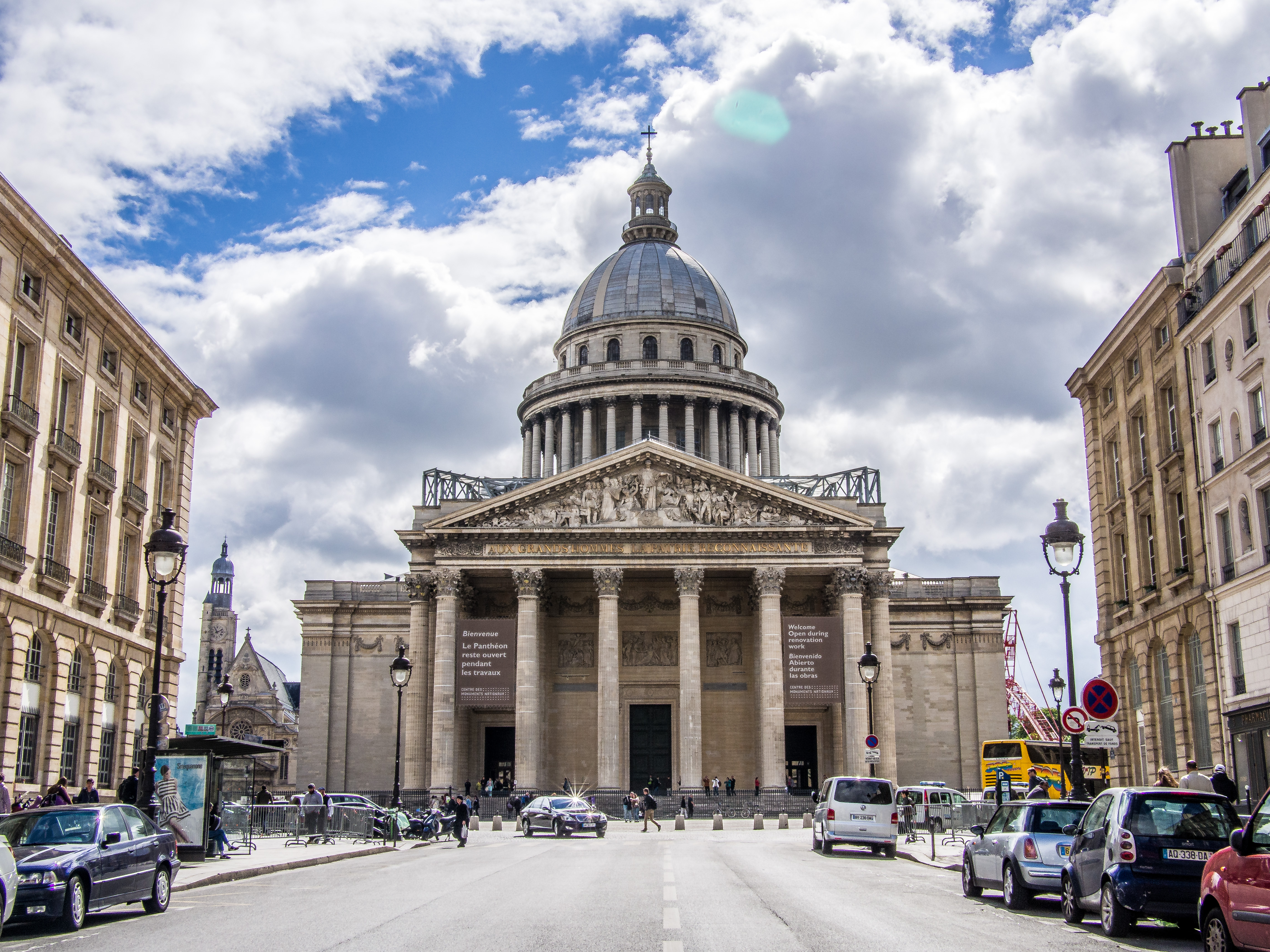
Panteonul din Paris, 1758–1790
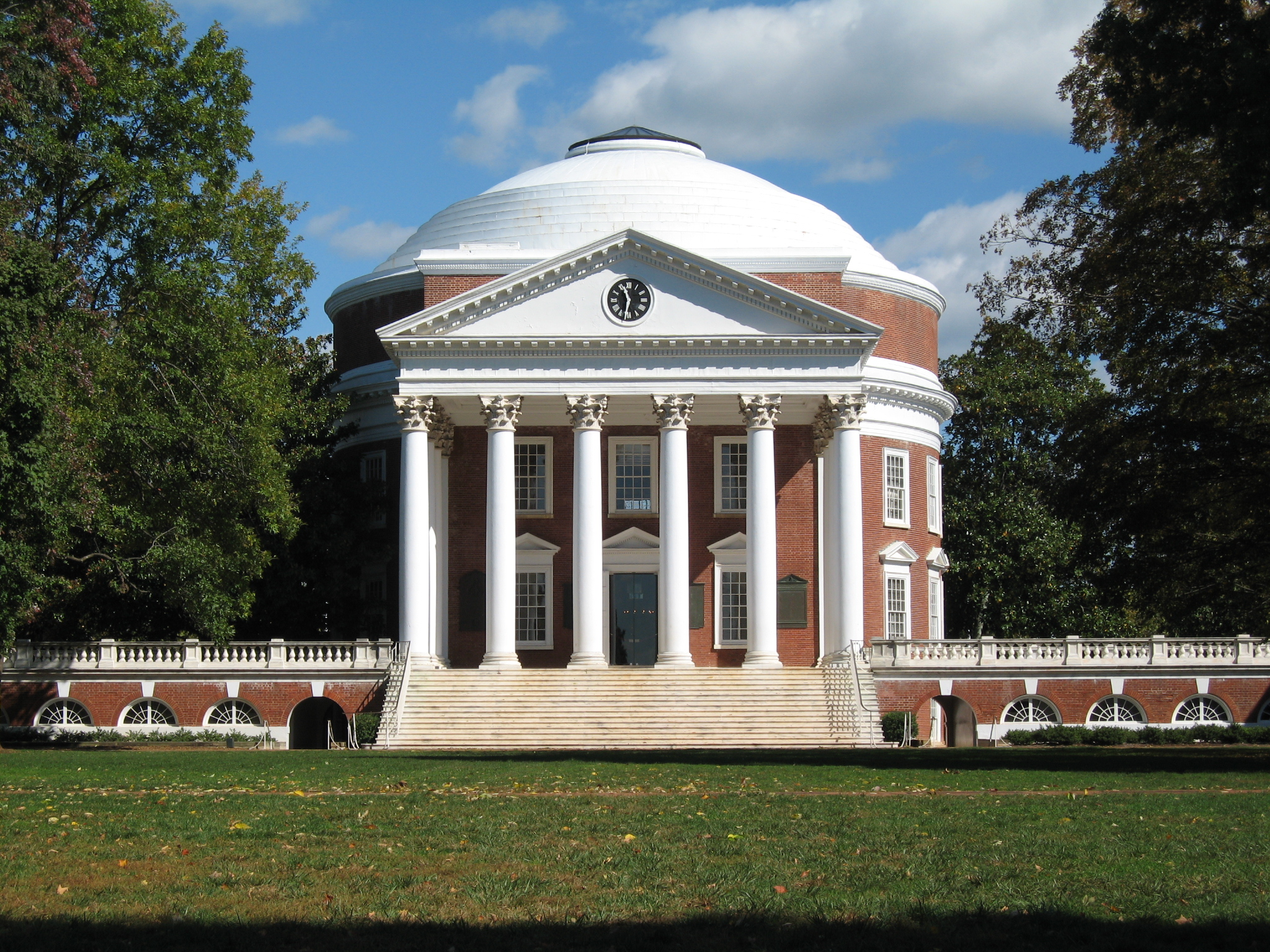
The Rotunda of the University of Virginia  (Charlottesville, Virginia, US), by Thomas Jefferson and Stanford White, 1826
Academia din Atena, 1859, by Theophil Hansen
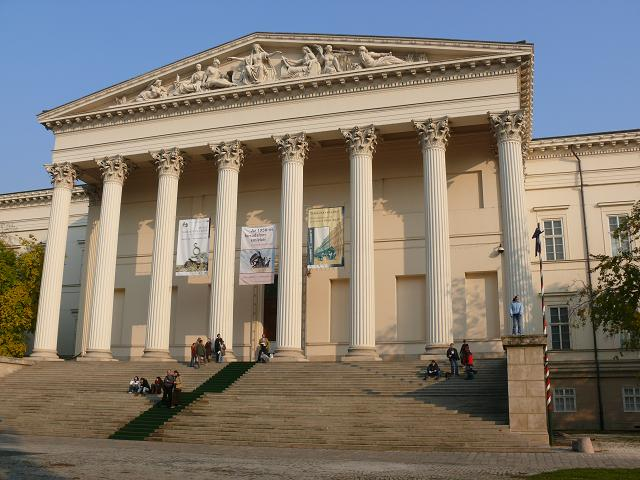
Muzeul Național al Ungariei, 1837-1847 (Budapesta)